# トミー・マクナマラ
トミー・マクナマラ（Tommy McNamara、1991年2月6日 - ）は、アメリカ合衆国出身のプロサッカー選手。ニューイングランド・レボリューション所属。ポジションはMF。

## クラブ経歴
2014年のMLSスーパードラフトで、チーヴァスUSAの指名を受けプロ契約を締結。3月9日のシカゴ・ファイアー戦でプロデビューを飾ると、プロ初ゴールも決め3-2の勝利に貢献した。
2014年シーズン終了後、チーヴァスUSAの解散に伴う分散ドラフトでD.C. ユナイテッドに指名された。しかし選手登録は行われず、後日開催されたエクスパンションドラフトでニューヨーク・シティFCに指名された。
2018年12月、リエントリードラフトでヒューストン・ダイナモに指名された。

## 人物
祖父がアイルランド出身のため、アイルランドのパスポートも所有している。過去にはアイルランド代表でのプレーに興味を示していた。